# Defileul Duruitoarea
Defileul Duruitoarea este un monument al naturii de tip geologic sau paleontologic în raionul Rîșcani, Republica Moldova. Este amplasat în partea de est a satului Duruitoarea, pe malul stâng al râului Ciuhur, afluent al Prutului. Are o suprafață de 40 ha sau 6,63 ha conform unor măsurări mai recente. Obiectul este administrat de Primăria orașului Costești.

## Amplasare
Reciful Duruitoarea este un fragment al șirului de recife din nord-vestul Republicii Moldova, numite Toltrele Prutului. La capătul estic al recifului se află un defileu (chei) săpat în calcarul de vârstă badeniană-volhiniană (sarmațianul inferior) de apele unui râuleț numit de localnici „Duruita”, afluent al Ciuhurului. Defilul a primit denumirea „Duruitoarea Veche”.

## Grota

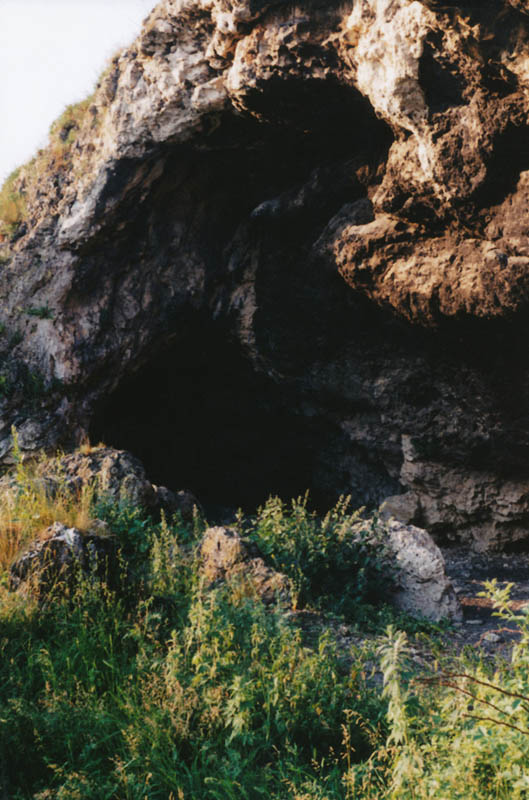
Peștera, vedere din 2000

În versanții recifului s-au format mai multe grote și nișe, care au adăpostit temporar oameni preistorici și animale din diferite ere geologice. În una din grote, la circa 100 m de la extremitatea de nord a recifului, au fost identificate urmele unei stațiuni paleolitice cu urme de existență ale diferitor culturi umane preistorice: unelte din silex, oseminte fosile de animale, amprente de vetre de foc etc. Grota are trei săli, cu o lungime totală de 49 de metri și o lățime de 5-9 metri.
Stațiunea a fost descoperită în 1958 de către arheologul Nicolae Chetraru. Pe parcursul a aproape două decenii, a fost studiată de echipe de arheologi, geologi și paleontologi. S-a stabilit prezența a trei niveluri autentice de locuire umană paleolitică – IV, III și II –, a numeroaselor reminiscențe scheletice fosile de mamifere și păsări din pleistocen și a diferitelor unelte de lucru și vânat confecționate din silex și os. Piesele arheologice litice și osemintele animalelor din locuințele nivelurilor IV și III sunt atribuite paleoliticului inferior, epoca Acheuleană, cultura arheologică Tayak. Vârsta lor geologică este estimată la 160-100 mii de ani, astfel nivelurile IV și III sunt considerate ca fiind cea mai vechi stațiuni paleolitice din Republica Moldova. Stațiunea umană a vânătorilor din paleoliticul superior, descoperită în nivelul II de locuire, este atribuită culturii Gravetianului mediu local sau Epigravetianului timpuriu, adică aprox. 20-18 mii de ani î.Hr. În depozitele acestui nivel au fost recoltate numeroase unelte de silex, corn și os, dar și cca 10 mii de resturi scheletice, în care s-a stabilit o diversitate de 54 specii de mamifere și 29 specii de păsări. Tot aici a fost găsit un maxilar inferior cu câteva măsele ale unui om paleolitic de tip fizic contemporan.
Majoritatea osemintelor sunt ale mamiferelor vânate pentru alimentație: calul, măgarul sălbatic, bizonul, renul, cerbul-nobil, mamutul, căpriorul, iepurele, marmota-de-stepă ș.a. Alte animale erau vânate pentru blana lor: castorul-de-râu, marmota-de-stepă, bursucul, pisica sălbatică, jderul, vulpea comună, vulpea-polară, râsul ș.a. În sfârșit, erau ucise și animalele care prezentau pericol pentru locuitorii stațiunii: lupul, mistrețul, pantera, rinocerul-lânos, glutonul, hiena-de-peșteră etc. La extremitatea de nord a recifului, au fost excavate osemintele unui mamut de tip hozarian, foarte rar pe teritoriul actualei Republici Moldova.

### Stratigrafia depozitelor
Stratigrafia depozitelor din grota Duruitoarea este reprezentată în tabel; ordinea enumerării este de la suprafață în jos.
| Nr. | Depozite                                                                       | Depozite | Depozite                                                      | Grosime (cm) |
| Nr. | geologice                                                                      | paleontologice | arheologice                                                   | Grosime (cm) |
| --- | ------------------------------------------------------------------------------ | --- | ------------------------------------------------------------- | ------------ |
| 1   | sedimente holocene de cernoziom cu pietriș mărunt de calcar                    | oase de animale, cu precădere domestice, datate din eneolit, epoca bronzului și mai recente                        | fragmente de ceramică                                         | 60-90        |
| 2   | argilă galbenă-închis cu pietriș mărunt                                        | numeroase resturi scheletice de mamifere și păsări                                                                 | obiecte din silex, corn și os, amprente ale două vetre de foc | 10-40        |
| 3   | argilă galbenă-brună cu mult pietriș și pietre puternic erodate                | resturi scheletice fosilizate și fragmentate de mamifere (preponderent urs-de-cavernă, hienă-de-cavernă) și păsări | artefacte din silex și os                                     | 30-50        |
| 4   | argilă brună-închis, pe alocuri colorată cu oxizi de mangan, cu pietriș mărunt | multiple oseminte de animale, cu predominarea mamiferelor mari de cavernă: cal, bizon etc.                         | artefacte din silex                                           | 20-35        |
| 5   | calcar dezagregat mărunt, colorat de oxizi de mangan și fier                   | oase de urs-de-cavernă și hienă-de-cavernă                                                                         | (nimic)                                                       | 15-20        |

## Statut de protecție

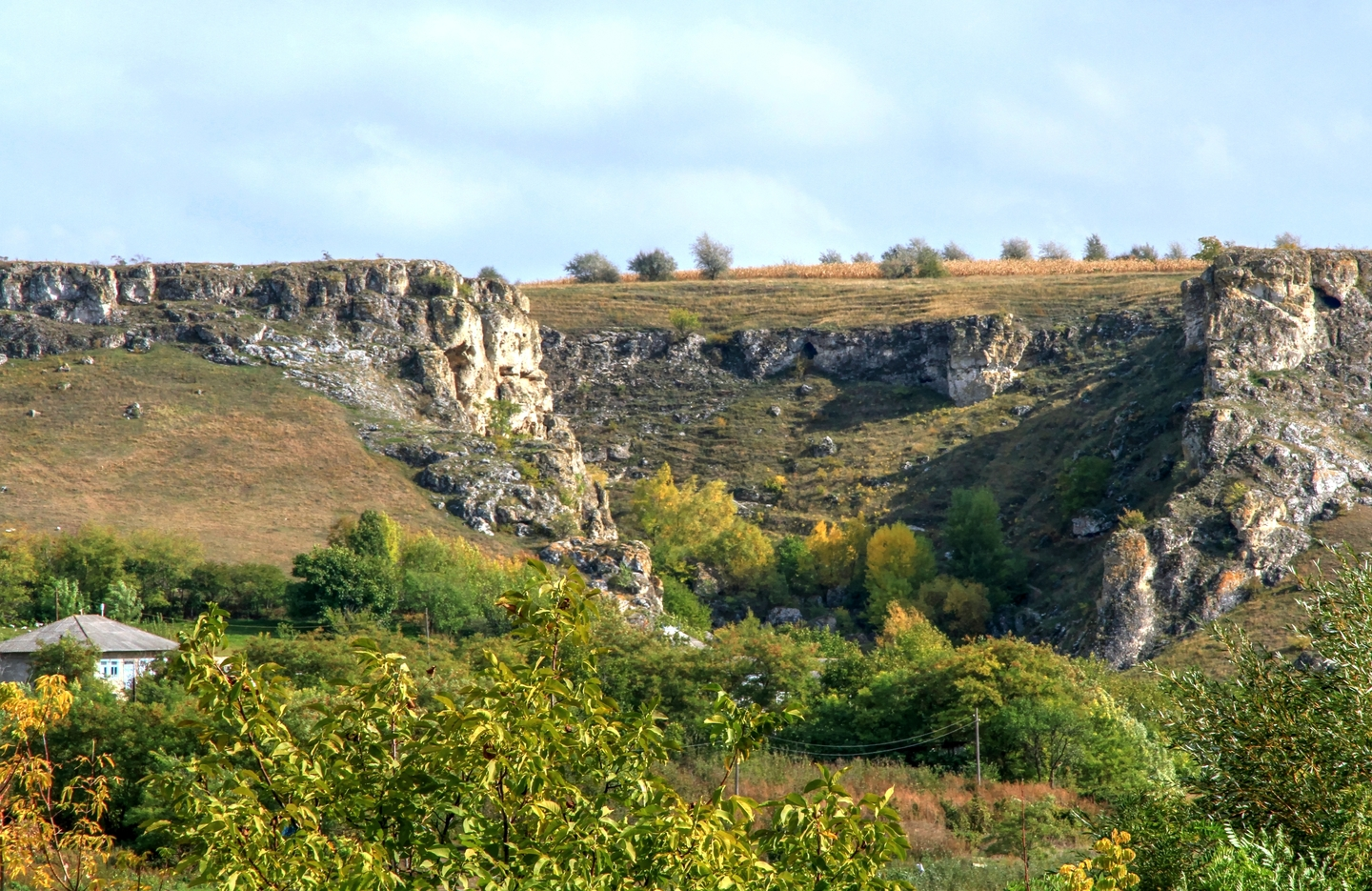
Vedere generală

Obiectivul a fost luat sub protecția statului prin Hotărîrea Sovietului de Miniștri al RSSM din 13 martie 1962 nr. 111, iar statutul de protecție a fost reconfirmat prin Hotărîrea Sovietului de Miniștri al RSSM din 8 ianuarie 1975 nr. 5 și Legea nr. 1538 din 25 februarie 1998 privind fondul ariilor naturale protejate de stat. Deținătorul funciar al monumentului natural era, la momentul publicării Legii din 1998, Primăria satului Duruitoarea, dar între timp acesta a trecut la balanța Primăriei Costeștiului.
Reciful, grota și defileul Duruitoarea au o valoare științifică și instructivă ridicată. Prezintă interes pentru cercetarea istoriei geologice și a faunei neozoicului târziu al zonei, cât și a istoriei societății umane la nivel național și european.
Conform situației din anul 2016, aria naturală nu are un panou informativ și nu este delimitată. Este recomandată amenajarea stațiunii paleolitice din grotă și includerea ariei protejate în traseele turistice regionale.

## Galerie de imagini

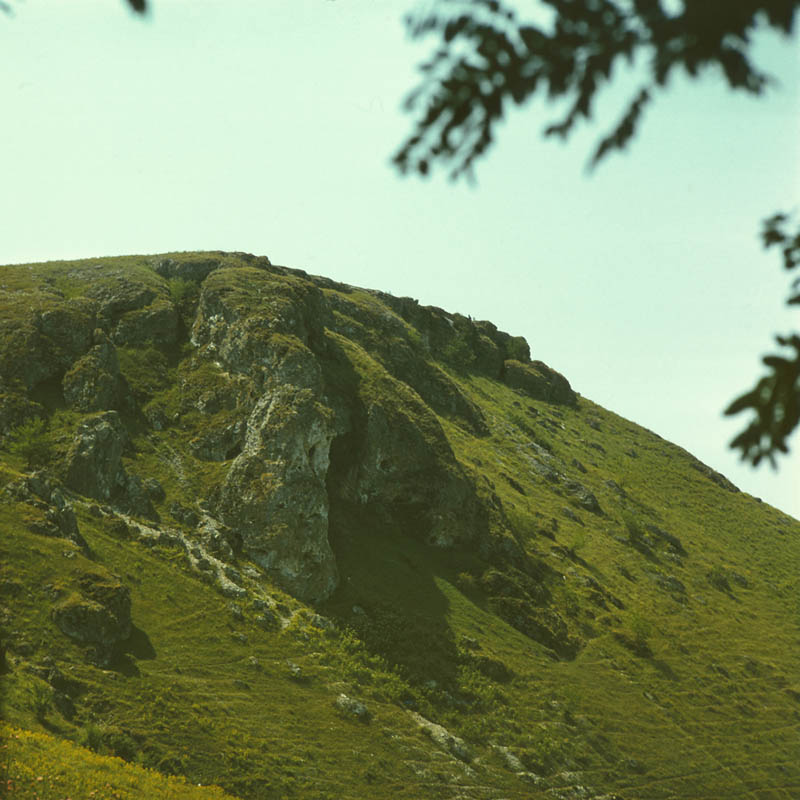
Vedere din 1980
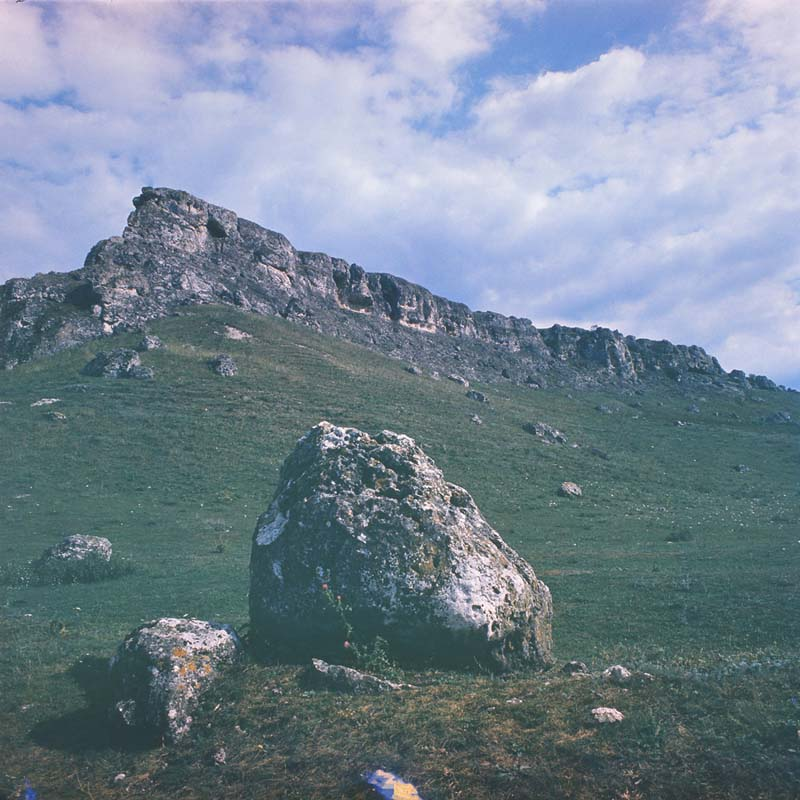
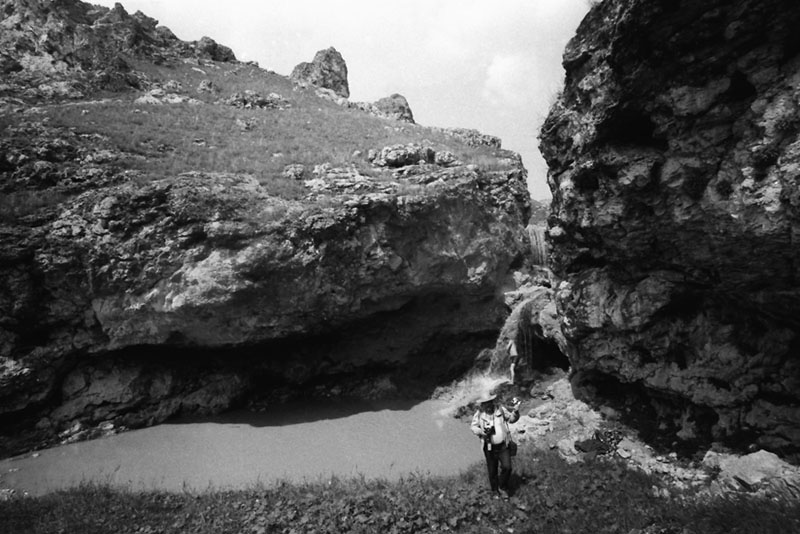
Vedere din 1985
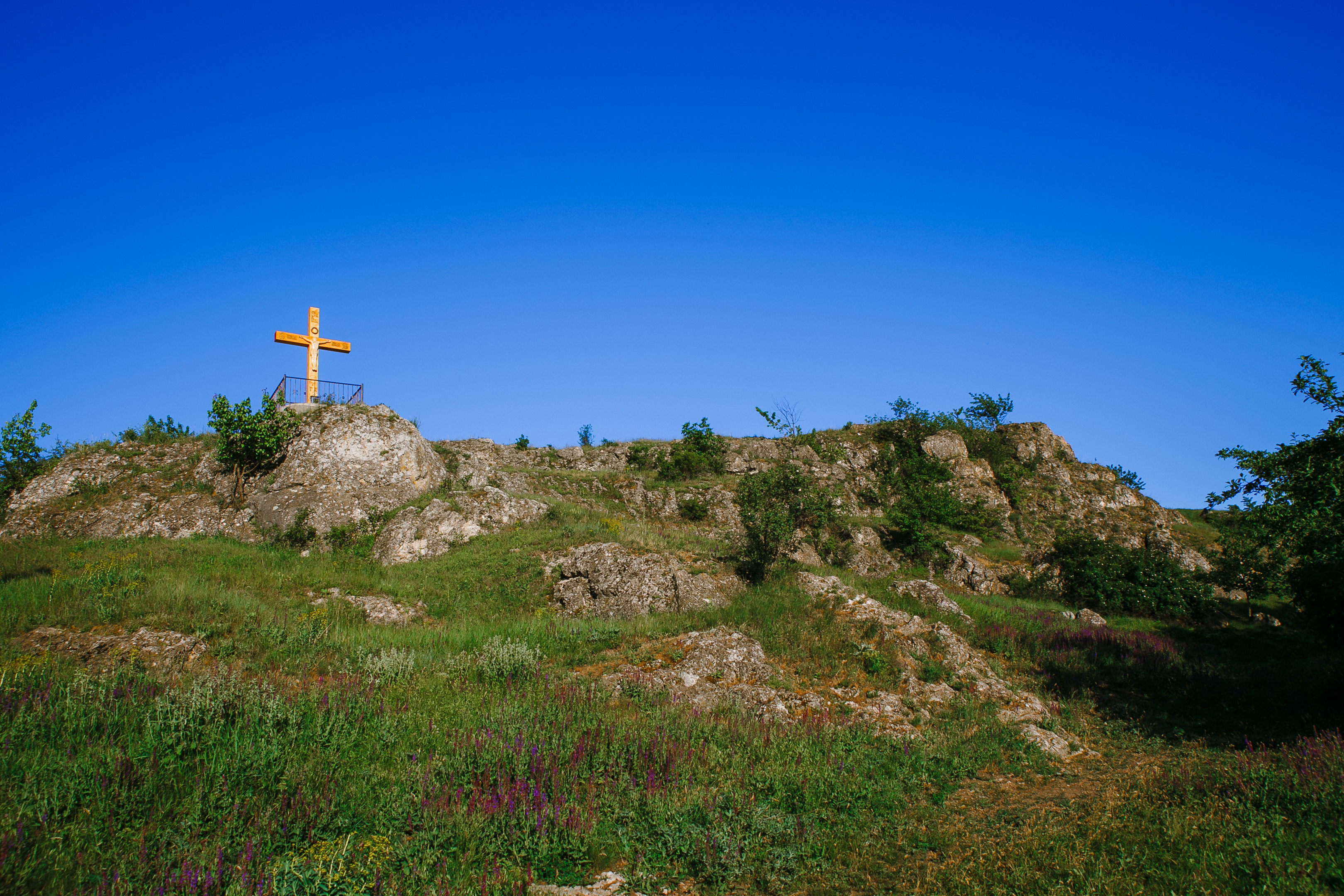
Răstignire pe creasta defileului
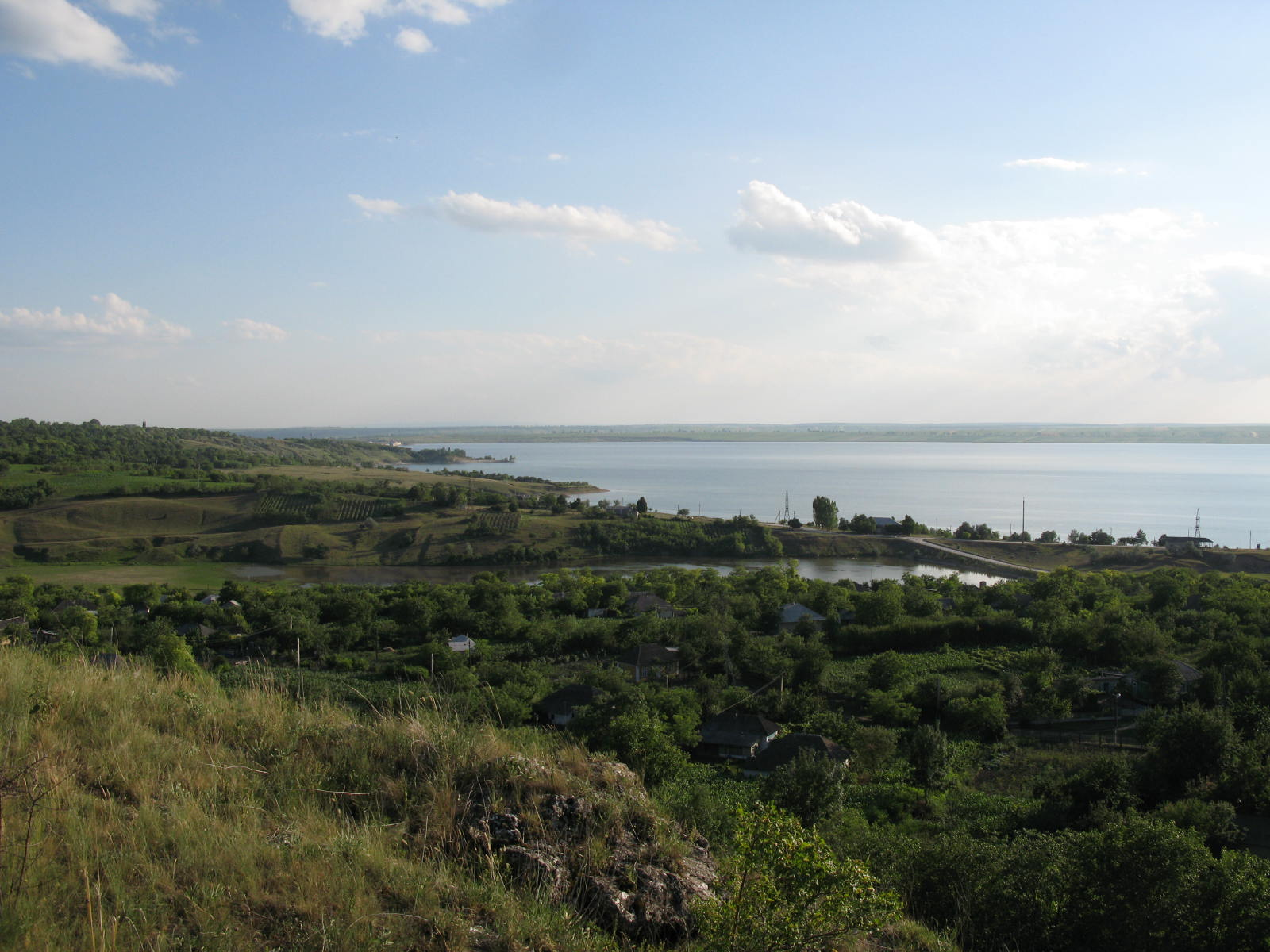
Vedere dinspre defileu